# Plantago sinaica
Plantago sinaica är en grobladsväxtart som först beskrevs av François Marius Barnéoud, och fick sitt nu gällande namn av Decaisne. Plantago sinaica ingår i släktet kämpar, och familjen grobladsväxter. Inga underarter finns listade i Catalogue of Life.